# 1618
سنة 1618 كانت سنة بسيطة تبدأ يوم الإثنين (الرابط يظهر نموذج التقويم الكامل للسنة) من التقويم اليولياني.

## أحداث
- 27 أبريل: تأسيس مدينة كوردوبا، المكسيك وتقع حاليا في المكسيك.
- بداية حرب الثلاثين عاما في 1618 والتي انتهت في 1648.
- نهاية الحرب البولندية الموسكية في 1618 والتي بدأت في 1605.

## مواليد
- فرانشيسكو ماريا جريمالدي

## وفيات
- آنا من تيرول ملكة المجر وبوهيميا وإمبراطورة الرومانية المقدسة القرينة
- ألبرخت فريدرخ (دوق بروسيا)
- إستين دوراند شاعر فرنسي
- اكاشي تاكينوري ساموراي ياباني
- بينتو تيكسيرا كاتب برتغالي
- خوان باتيستا ريكو متدين إسباني
- فيليب فيليم أمير أوراني
- مرتلوتس
- هوبير جيرهارد نحات هولندي
- والتر رالي كاتب وشاعر إنكليزي